# Silke Buhr
Silke Buhr (geb. 26. Oktober 1966 in Löhne) ist eine deutsche Szenenbildnerin und Filmarchitektin.

## Leben
Nach einer abgeschlossenen Tischlerlehre studierte Silke Buhr an der Hochschule Ostwestfalen-Lippe Innenarchitektur und schloss als Diplom-Ingenieurin ab. Anschließend absolvierte sie das Aufbaustudium Film- und Fernsehszenenbild bei Toni Lüdi an der FH Rosenheim in Kooperation mit der Hochschule für Fernsehen und Film München. Seit 1997 arbeitet sie als Szenenbildnerin. Neben dieser Tätigkeit lehrt sie als Dozentin im Studiengang Szenografie-Kostüm der Hochschule Hannover. An der Filmakademie Baden-Württemberg ist sie als Dozentin im Studiengang Szenenbild tätig. 
Für den Film Das Leben der Anderen erhielt sie 2006 den Deutschen Filmpreis in der Kategorie „Bestes Szenenbild“. Für das Szenenbild in Chris Kraus’ Kinofilm Poll wurde sie mit dem Bayerischen Filmpreis 2010 und dem Deutschen Filmpreis 2011 ausgezeichnet. 2015 erhielt sie ihren dritten Deutschen Filmpreis in der Kategorie „Bestes Szenenbild“ für den Kinofilm Who Am I – Kein System ist sicher. 2020 folgte eine weitere Auszeichnung für ihre Arbeit an Burhan Qurbanis Film Berlin Alexanderplatz.
Buhr ist Mitglied der Deutschen Filmakademie. 2019 erhielt sie eine Einladung zur Mitgliedschaft in der Academy of Motion Picture Arts and Sciences, die den Oscar verleiht.

## Filmografie
Kinofilme
- 1998: Cascadeur – Die Jagd nach dem Bernsteinzimmer
- 1999: Die Häupter meiner Lieben
- 1999: Requiem für eine romantische Frau
- 2000: Vergiss Amerika
- 2000: Jetzt oder nie – Zeit ist Geld
- 2001: Auf Herz und Nieren
- 2002: Scherbentanz
- 2006: Das Leben der Anderen
- 2006: Vier Minuten
- 2010: Die Fremde
- 2010: Poll
- 2011: Kokowääh
- 2012: Anleitung zum Unglücklichsein
- 2012: Schutzengel
- 2014: Who Am I – Kein System ist sicher
- 2014: Zwischen Welten
- 2015: Ich bin dann mal weg
- 2016: Die Blumen von Gestern
- 2018: Werk ohne Autor
- 2020: Berlin Alexanderplatz

Fernsehfilme
- 2007: Fürchte dich nicht!
- 2007: Das zweite Leben
- 2008: Wir sind das Volk – Liebe kennt keine Grenzen
- 2010: Bella Vita
- 2013: Zeugin der Toten
- 2016: Die Diplomatin – Das Botschaftsattentat